# Melkorka
Melkorka (gaeliska Mael Curcaigh) var en irländsk kungadotter, född omkring år 920 (eller senare), som vid femton års ålder tillfångatogs av vikingar och såldes som ambátt (trälkvinna). Omkring år 937 befann hon sig, enligt Laxdœla saga, på Brännö i vad som nu är Göteborgs södra skärgård. Hon var då i slavhandlaren Gille den gårdskes ägo, och såldes av honom för tre mark silver till islänningen Höskuld Dala-Kollsson. Höskuld tog henne som frilla till Island, där hon födde honom två söner, Olav och Helge. Helge omtalas endast i Landnámabók men är i övrigt okänd. Olav däremot – med tillnamnet pá eller pái (”påfågel”) – är en av huvudpersonerna i den långa Laxdœla saga, som spänner över åtta generationer. När sagan skrevs räknades alltså Melkorka som en av släktens stammödrar, vars kungliga härstamning höjde ättens status.

## Laxdœla saga
I Laxdœla saga berättas att hövdingen Höskuld Dala-Kollsson omkring år 937 for till Norge för att köpa timmer. På Brännö träffade han en rikt utstyrd slavhandlare vid namn Gille den gårdske. Höskuld ville då passa på tillfället att införskaffa en ambátt varför Gille tog honom med till sin tältbod, som var delad på mitten av ett stort förhänge.
| ” | Gille lyfte på förhänget och Höskuld såg tolv kvinnor sitta där bakom. Gille sade åt honom att gå in för att se om där fanns någon som han kunde tänka sig att köpa. Höskuld gjorde så. De satt i en rad tvärs över boden. Höskuld tog dem grundligt i betraktande. Längst borta vid förhängeskanten satt en kvinna som var illa klädd, men såvitt han kunde se, mycket vacker. ”Vad kostar den kvinnan?”, frågade han. Gille svarade: ”Du skall få henne för tre mark silver.” ”Det kallar jag dyrt”, svarade Höskuld, ”det är tre gånger så mycket som en trälkvinna brukar kosta.” Gille svarade: ”Du har rätt i att jag satt priset högre på henne än på de andra. Välj du vilken som helst av de elva och betala en mark, så behåller jag den här hos mig.” Höskuld sade: ”Låt mig först se efter hur mycket silver jag har på mig.” Han bad Gille hämta vågen och tog pungen ur bältet. Då sade Gille: ”Jag skall vara ärlig mot dig i denna sak och vill därför tala om, att kvinnan har ett stort lyte. Det skall du veta innan du köper henne.” Höskuld frågade vad det var som felades henne. Gille svarade: ”Hon är stum (ómála). Jag har på alla sätt försökt få henne att tala, men har aldrig lyckats få ett ord ur henne, så det är min övertygelse att hon helt saknar talförmåga.” Höskuld sade: ”Tag fram besmanet och låt oss se vad pungen väger.” Det gjorde Gille och den vägde tre mark. Då sade Höskuld: ”Det räcker ju för att köpet skall bli av. Tag du pengarna och ge mig kvinnan. Men det hedrar dig att du var ärlig i detta och inte ville sälja henne med dolda fel.” Så gick Höskuld hem med kvinnan och låg hos henne den natten. Nästa morgon då de klädde på sig sade han: ”Den rike Gille har inte slösat pengar på kläder till dig, men det var väl svårare för honom att klä tolv än för mig att klä en.” Han öppnade en kista och tog fram en god kvinnodräkt som han gav henne. Och alla sade att hon såg bra ut i goda kläder. | „ |

### På Island
Höskulds  hustru på Island, Jórunn Bjarnadóttir, blev måttligt road när hennes man senare på året kom hem med sin nu gravida älskarinna. Men ”Höskuld sov hos sin hustru varje natt sedan han kommit hem och var sällan hos sin frilla,” står det i sagan. Jórunn lovade också att inte gräla på henne, vilket, sade hon, skulle vara poänglöst då ”hon ju är både döv och stum”. Detta är sagans enda uppgift om att Melkorka även skulle ha trotts vara döv, vilket inte verkar rimligt – men kanske var det så att hon inte kunde språket och därför inte förstod vad som sades till henne.
På vintern 938 födde frillan ett gossebarn, som fick namnet Olav (Óláfr). Han skulle som vuxen få tillnamnet pái (”påfågel”), på grund av sin praktlystnad.
När Höskuld ett par år senare var ute och gick, råkade han överraska sin frilla som satt och småpratade med  sonen i tron att de var ensamma. Höskuld tyckte då att det var på tiden att hon talade om vad hon hette. Det lönade sig inte längre att spela stum, när han nu hade hört henne tala.
| ” | Hon sade: ”Eftersom du vill veta mitt namn, så heter jag Melkorka.” Höskuld bad henne berätta mer om sig själv och sin ätt. Hon svarade: ”Mýrkjartan heter min fader. Han är konung på Irland. Jag blev bortförd därifrån när jag var femton vintrar gammal.” Höskuld sade att hon alltför länge hade tigit om en så god härkomst. | „ |

Uppgiften att Melkorka var en kungadotter komplicerade livet på gården. Jórunn kunde inte tro att trälkvinnan skulle ha bättre anor än hon själv och ansåg henne vara en lögnerska. Till sist utbröt slagsmål mellan dem så att näsblodet flöt och Höskuld blev tvungen att ingripa. 
Melkorka skickades nu till en mer avlägset belägen gård vid Laxådalen. Det var på denna gård, senare kallad Melkorkustaðir, som sonen Olav växte upp. När han var 18 år gammal ville Melkorka att han skulle fara till Irland för att besöka sin morfar Mýrkjartan. ”Jag kan inte längre tåla att du skall kallas trälkvinnoson (ambáttarsonr),” sade hon. För att få råd att utrusta ett skepp gifte hon sig med den rike Torbjörn den skröplige (Þorbjǫrn skrjúpr), som ofta hjälpt henne på gården.
När Olav skulle ge sig av gav Melkorka honom en guldring, som hon lyckats gömma undan när hon blev tagen som träl. Ringen hade hon fått som tandgåva (tannfé) av sin far kungen, och han skulle säkert känna igen den om han såg den, trodde hon.
Det är oklart varför sagan väljer en så sägenartad ”identitetshandling”. Olav talade flytande gaeliska – det hade han lärt sig som barn – och Melkorka hade säkert berättat tillräckligt om sig själv och sin ätt för att han skulle kunna bevisa vem han var. Men ringen fyller i sagan avsedd funktion: Kungen blir alldeles röd i ansiktet när han får se den – ty givetvis känner han igen den. Olav stannar nu en tid hos Mýrkjartan, som blir så förtjust i sin dotterson att han erbjuder honom att bli sin efterträdare på tronen. Olav avböjer dock av hänsyn till kungens övriga söner och återvänder till Island, där han blir mycket berömd, ty ryktet om hans härkomst går snart ut över hela landet.
Om Melkorka har sagan inte mycket mer att berätta. Med Torbjörn fick hon en son, som döptes till Lambe (Lambi). I ett kapitel rörande händelser som inträffade omkring år 995 sägs i förbigående: ”Torbjörn den skröplige var då död, liksom Melkorka. De ligger båda i gravhög i Laxådalen.” Graven har sägnen velat peka ut på sträckningen mellan Kambsnæs och Laxáróss, där det finns en kägelformad kulle som kallas Melkorkuhóll.
Melkorka är också omnämnd i Landnámabók (Sturlubók); dock endast i en ytterst kortfattad notis. Där står: ”Höskuld köpte Melkorka, dotter till den irländske kungen Mýrkjartan. Deras söner var Olav påfågel och Helge.”

## Den historiska Melkorka
Hur sann berättelsen om Melkorka är, kan vi inte veta. Att vikingar gjorde strandhugg på Irland på 900-talet är välkänt, och ett syfte med räderna kan mycket väl ha varit att fånga människor för försäljning på slavmarknader. Vi vet också att irländska trälar hamnade på Island. Åtminstone i sina huvuddrag är berättelsen om Melkorka inte alls osannolik. Bland laxdalingarna har det funnits en muntlig tradition att en av ättens stammödrar varit en irländsk prinsessa. Det fanns gott om småkungar på Irland vid denna tid, varför inte heller detta är otänkbart. Men hennes ”kungliga börd” är samtidigt en sådan detalj som muntlig tradering skulle ha kunnat tillfoga under de 300 år som gick innan berättelsen kom på pränt. När Laxdœla saga skrevs – under första hälften av 1200-talet – var det dessutom förknippat med hög status att ha blått blod i ådrorna. Klasstillhörighet uppfattades nästan som en medfödd egenskap. I eddadikten Rígsþula berättas att samhällsklasserna har tre olika stammödrar. Edda och Amma var trälarnas, respektive de fria böndernas ursprung, medan Móðir var de högättades stammoder. Samma grundinställning finns också i Laxdœla saga. Det är nog ingen tillfällighet att Melkorka trots sitt lyte – hon troddes ju vara stum – betingade ett tre gånger så högt pris som en vanlig trälkvinna. Alla kunde se att ”hon hade en högättad människas väsen”, står det i sagan. När sonen Olav föddes, vintern 938, sägs det att Höskuld (och andra) ”aldrig hade sett ett vackrare och mer ädelt skapat barn”. Sagan vimlar av upplysningar om att Olav tack vare sin börd var predestinerad att bli en stor hövding. Vid två års ålder var han lika försigkommen som andra barn vid fyra. Då han var tolv år gammal och för första gången red till tinget häpnade alla – också folk från helt andra trakter – över hans ädla gestalt. Liknande iakttagelser gjordes av irerna när Olav besökte kung Mýrkjartan. Att han var född till ädling syntes på utanskriften.
Vem Mýrkjartan var, är en olöst fråga. Den kung som oftast har identifierats som Melkorkas fader är Muirchertach mac Néill, kung av Ailech. Men han stupade i ett fältslag 943 – enligt andra uppgifter år 941 – och i så fall kan Olav påfågel knappast ha besökt honom omkring år 957. Men resan kan förstås vara sagaförfattarens påhitt i syfte att slutgiltigt ”bevisa” laxdœla-ättens kungliga härstamning.